# Lago di San Valentino alla Muta
Il lago di San Valentino alla Muta (in tedesco Haidersee) è un piccolo lago alpino situato in val Venosta a 1.450 m nel comune di Curon Venosta (BZ), a circa 110 km da Bolzano.

## Storia

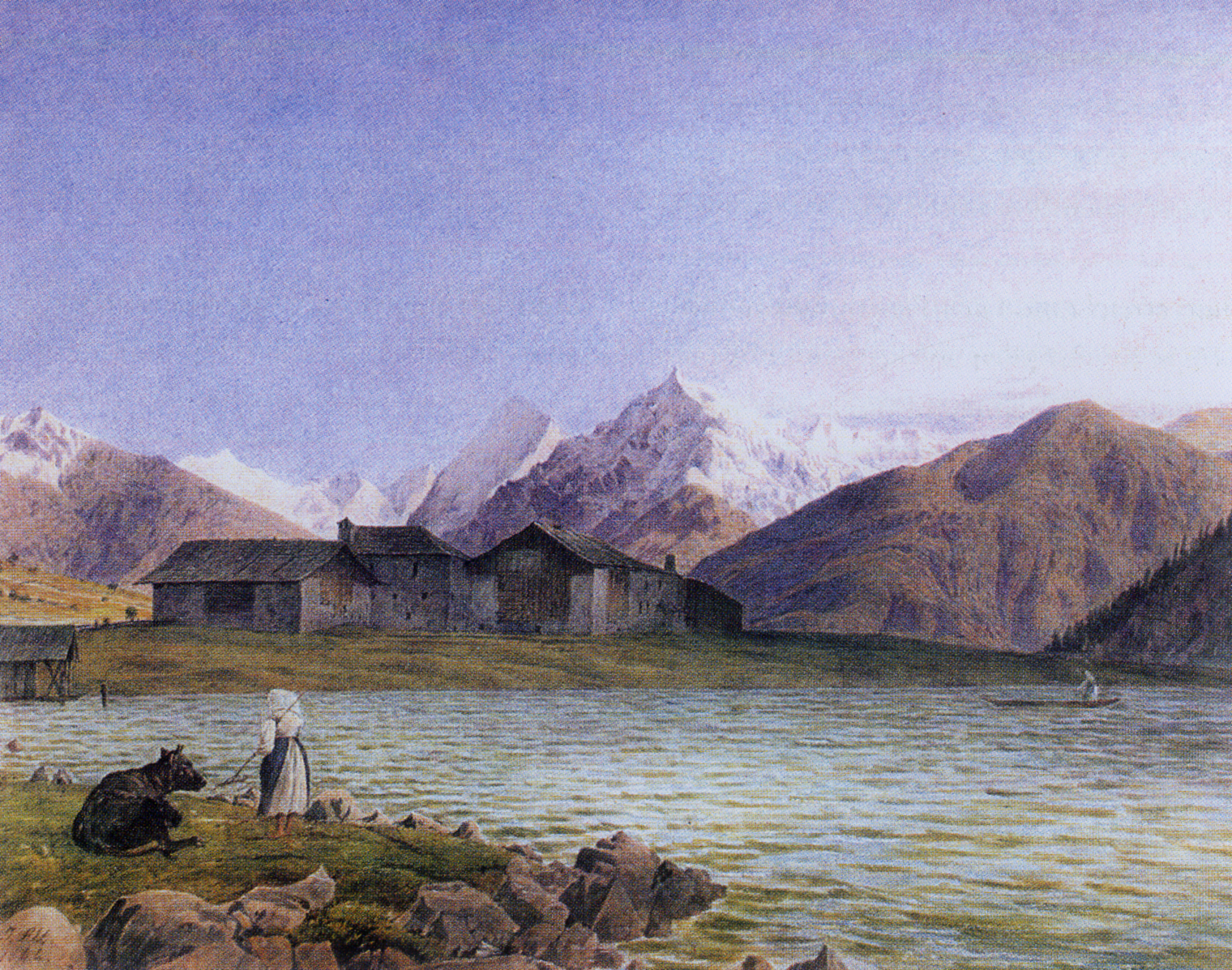
Acquarello del lago (1844)

Fino agli anni '50 in alta val Venosta vi erano tre laghetti. A seguito della costruzione di una grande diga, i due più settentrionali vennero unificati formando l'odierno lago di Resia. Il più meridionale dei tre laghi, quello di San Valentino alla Muta, è rimasto nel suo stato originario. Misurando circa 2,2 km di lunghezza e oltre 600 m di larghezza è tra i più grandi laghi naturali della provincia autonoma di Bolzano, secondo solo al lago di Caldaro.